# Piment Mulato

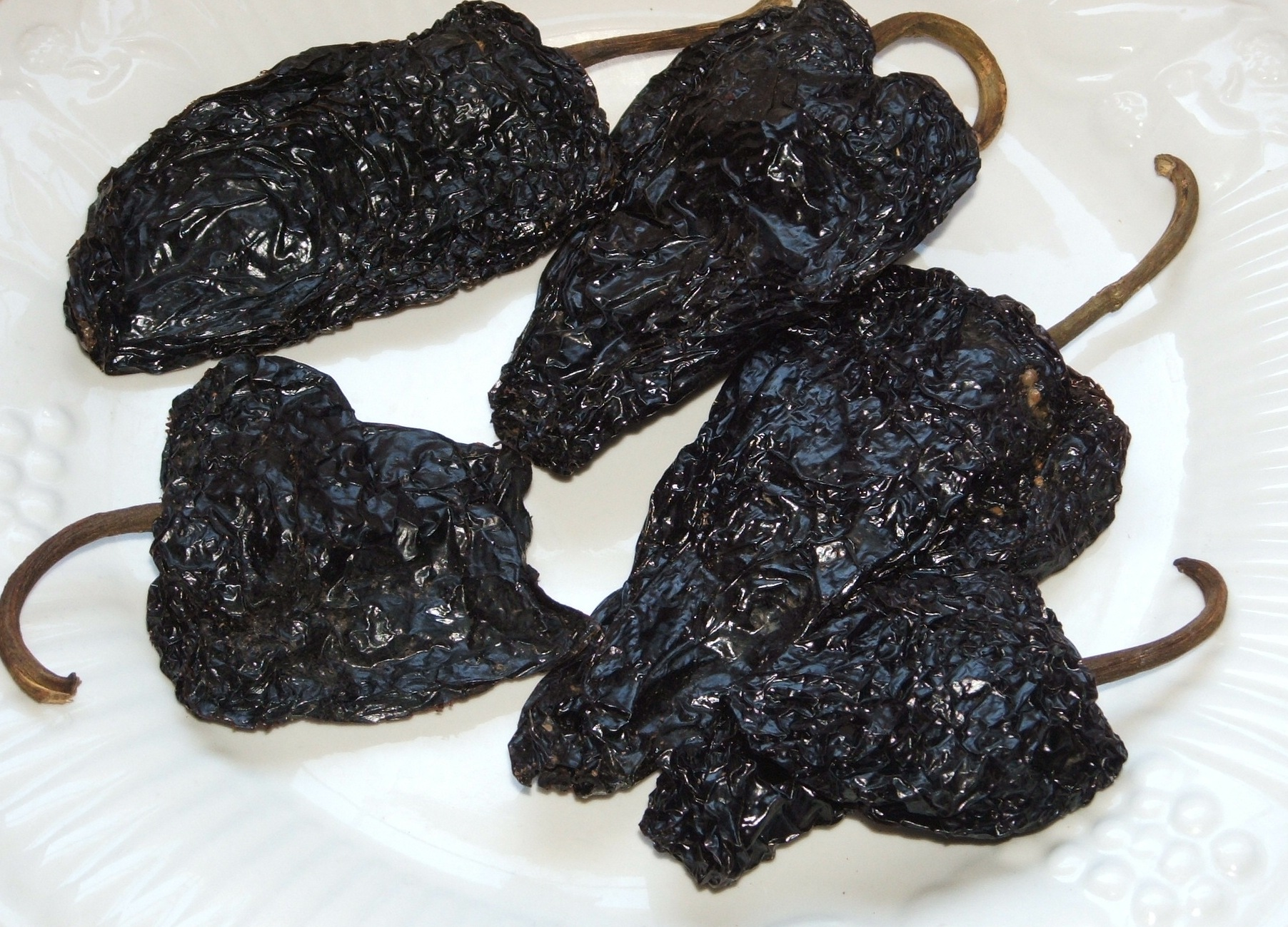
Gousses de piment mulato (séchées).

Le piment Mulato est l'une des deux variétés séchées du poblano. Les mulatos sont des poblanos séchés à pleine maturité, tandis que les poblanos récoltés tôt et séchés sont appelés anchos.
Le mulato est plat et ridé, et sa couleur est toujours brun-noir. La longueur et la largeur moyennes du mulato sont respectivement de 10 et 5 cm. Sa forme est large au sommet et s'effile en une pointe émoussée.
Le mulato a été décrit comme ayant un goût proche de celui du chocolat ou de la réglisse, avec des nuances de cerise et de tabac.
C'est un des trois piments les plus couramment produits et consommés au Mexique avec l'ancho et le pasilla ; le plus fort des trois, tout en restant relativement doux.
Son pouvoir calorifique est de 2 500 à 3 000 sur l'échelle de Scoville.